# Морская катастрофа у островов Силли в 1707 году

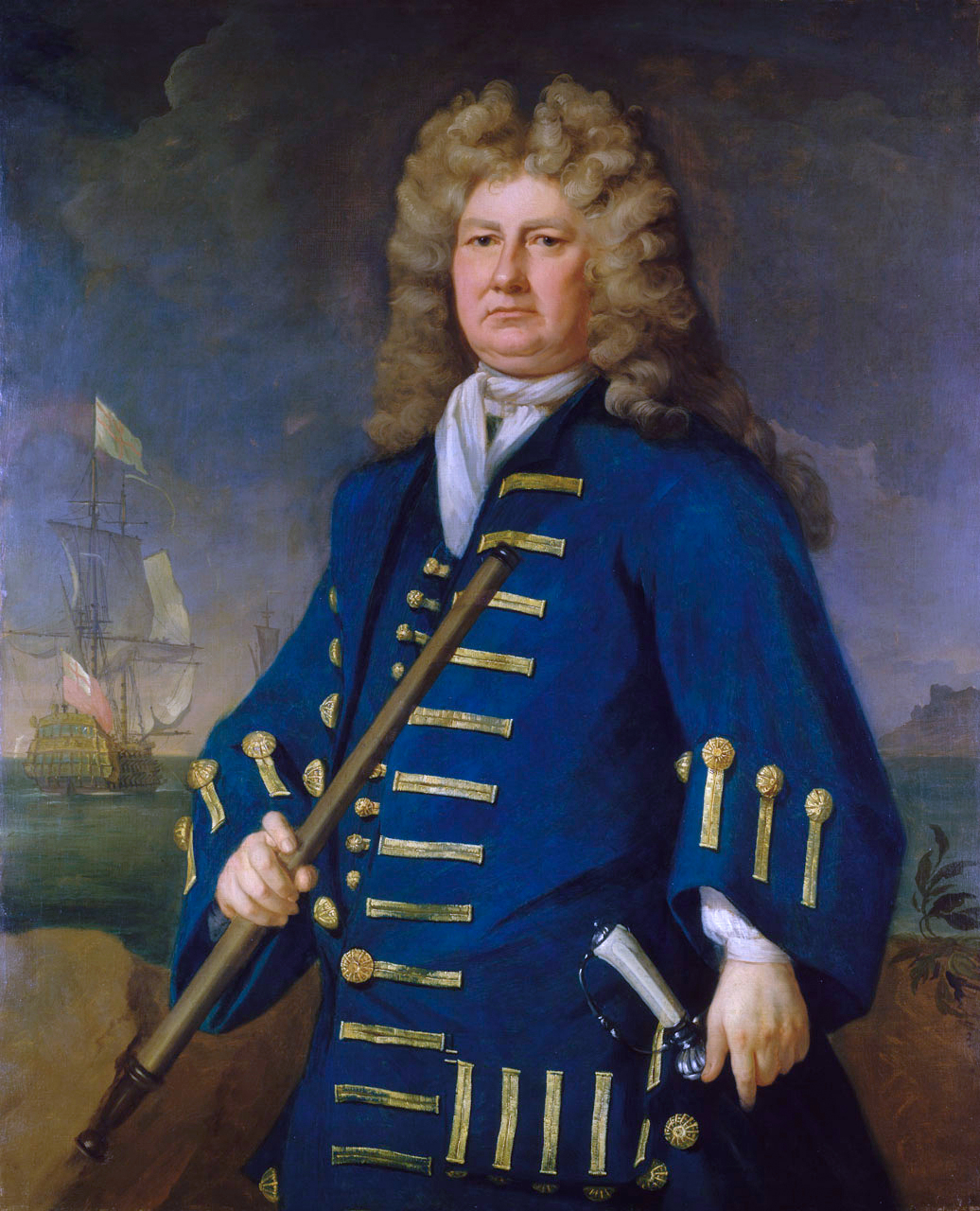
Сэр Клаудсли Шовелл (1650—1707). Портрет маслом Майкла Даля.

Морской катастрофой у островов Силли 1707 года называют потерю четырех военных кораблей Королевского военно-морского флота у островов Силли в тяжелых погодных условиях 22 октября 1707 года. На борту потерпевших крушение судов погибли от 1400 до 2000 моряков, что делает данный инцидент одной из тяжелейших морских катастроф в британской военно-морской истории. Произошедшее было объяснено сочетанием факторов: неспособностью навигаторов точно рассчитать свои координаты, ошибкой в имеющихся картах и навигационных документах, а также неверные компасы.
С 29 июля по 21 августа 1707 года, во время войны за испанское наследство, объединенные британские, австрийские и голландские войска под командованием принца Евгения Савойского осадили французский порт Тулон. Великобритания направила флот для оказания военно-морской поддержки во главе с главнокомандующим британскими флотами сэром Клаудсли Шовеллом. Корабли вышли в Средиземное море, атаковали Тулон и сумели нанести урон французскому флоту, оказавшемуся в осаде. Однако в целом кампания оказалась неудачной, и британскому флоту было приказано вернуться домой, отправившись из Гибралтара в Портсмут в конце сентября. Под командованием Шовелла была эскадра из пятнадцати линейных кораблей (Association, Royal Anne, Torbay, St George, Cruizer, Eagle, Lenox, Monmouth, Orford, Panther, Romney, Rye, Somerset, Swiftsure, Valeur), а также четырех брандеров (Firebrand, Griffin, Phoenix, Vulcan), шлюпа Weazel и яхты Isabella.

## Ход катастрофы

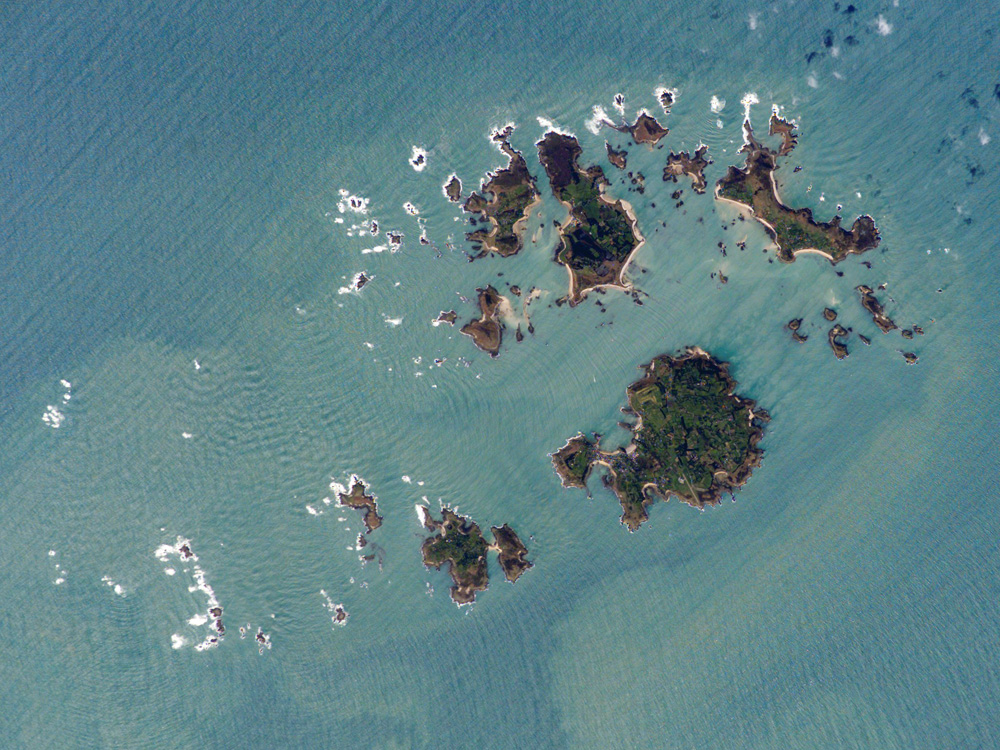
Острова Силли. Западные скалы, Кримские скалы и Бишоп-Рок — находятся в левом нижнем углу изображения.

Флот Шовелла из двадцати одного корабля покинул Гибралтар 29 сентября, при этом Association был его личным флагманом, Royal Anne — флагманом вице-адмирала сэра Джорджа Бинга и Torbay — флагманом контр-адмирала сэра Джона Норриса. Поход сопровождался крайне плохой погодой, постоянными шквалами и западными штормами. Когда флот вышел в Атлантику, миновав Бискайский залив по пути в Англию, погода испортилась, и в большинстве случаев было невозможно провести наблюдения, необходимые для определения их широты. 21 октября они вошли в зону зондирования с глубинами 93-130 морских саженей (около 170—240 метров), что указывало на то, что они приближались к краю континентального шельфа .В полдень того же дня погода прояснилась, и были получены хорошие данные о широте, на 48°50-57' Северной широты. В совокупности эти наблюдения показали местоположение примерно в 200 милях к западу-юго-западу от Силли. Это было последнее наблюдение широты, в ходе дальнейшего путешествия эскадра полагалась на счисление координат.
Из-за трудностей дальней навигации в то время было обычной практикой посылать фрегат на поиски возвращающегося флота, чтобы помочь безопасно направить флот в порт. HMS Tartar был отправлен из Плимута 21 октября, но вернулся 24-го, не встретив флота Шовелла.
В начале 21-го ветер перешел с севера на юго-запад, став попутным для флота, идущего с востока на северо-восток. В 11 часов утра три корабля были отделены, чтобы отправиться в Фалмут для конвоирования .В 4 часа дня 22 октября флот вошел в дрейф и снова провел зондирование. Ветер продолжал дуть благоприятный, хотя видимость была плохой и приближалась ночь. Предположительно полагая, что канал открыт, Шовелл отдал приказ плыть дальше около 6 часов вечера. Флот двигался с востока на север, пока около 8 часов вечера флагман и несколько других судов не оказались среди скал к юго-западу от острова Сент-Агнес. Четыре корабля были потеряны, когда они ударились о скалы:
- HMS Association, 90-пушечный линейный корабль 2 ранга, под командованием капитана Эдмонта Лоадса в 8 часов вечера врезался во Внешнюю Гилстон-рок у Западных скал Силли и затонул в течение 3-4 минут, погиб весь экипаж из 800 человек, включая самого адмирала Шовелла[10]. Следовавший за ним St George также ударился о камни и получил повреждения, но в конце концов сумел уйти, как и Phoenix, который вылетел на берег между Треско и Сен-Мартеном[11], но смог сохранить мореходность.
- HMS Eagle, 70-пушечный корабль 3 ранга под началом капитана Роберта Хэнкока[12] разбился о скалы Crim Rocks и погиб со всем экипажем у Западных скал[11]. Подсчитано, что у HMS Eagle было не меньше экипажа, чем у HMS Association; выживших не было.
- HMS Romney, 50-пушечный корабль 4 ранга под командованием капитана Уильяма Кони[4] врезался в Бишоп-Рок и затонул, выжил только один из 290 моряков[13]. Единственным выжившим с трех крупнейших кораблей был Джордж Лоуренс, который работал мясником, прежде чем присоединиться к команде Romney в качестве квартирмейстера[14][15].
- HMS Firebrand, брандер под командованием капитана Френсиса Перси, столкнулся с Внешней Гилстон-рок, как Association, но, в отличие от флагмана, его отбросило волной. Перси удалось направить свой сильно поврежденный корабль вдоль южной стороны Вестерн-Рокс[11] между Сент-Агнес и Аннет, но он затонул в проливе Смит, затонув недалеко от скалы Менглоу и потеряв 28 человек из всей команды в 40 человек[14]. (Также писали, что выживших насчитывалось 23)[4].

Из остальных кораблей флота HMS Royal Anne был спасен от катастрофы командой, быстро установившей верхние паруса и обошедшей скалы, когда они находились на расстоянии длины корабля от них.

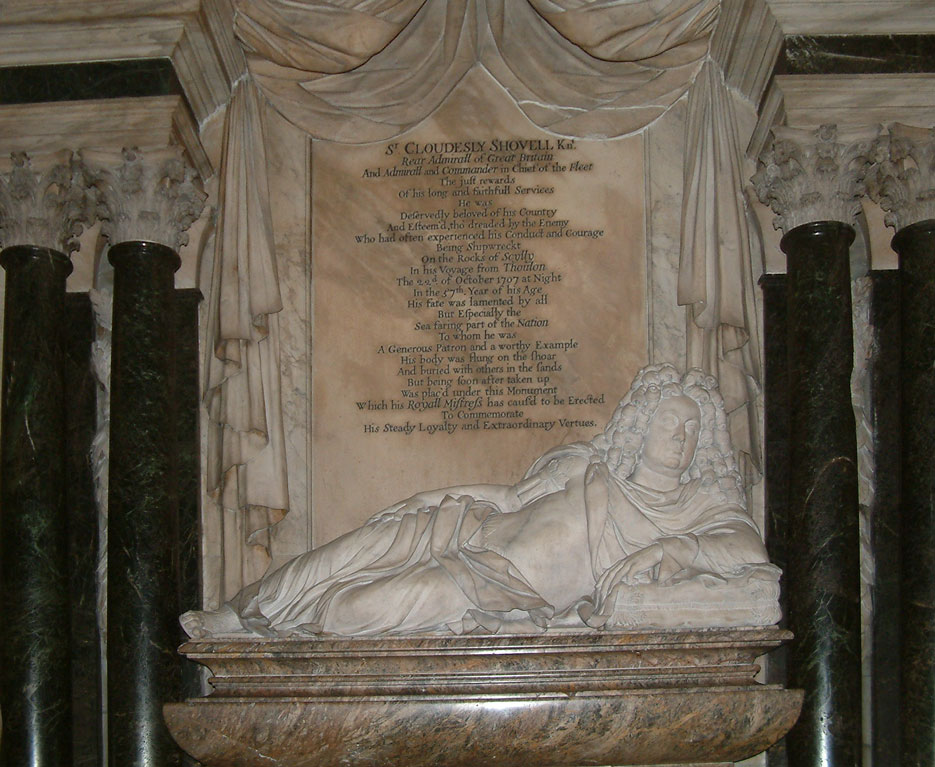
Памятник Шовеллу в Вестминстерском аббатстве работы Гринлинга Гиббонса

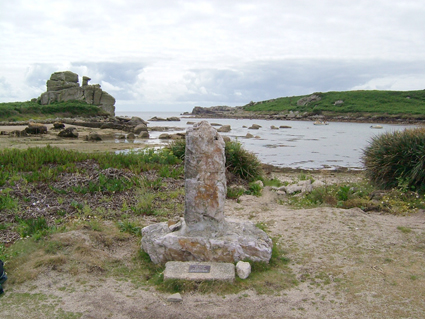
Мемориал Шовелла в бухте Портеллик

Точное число офицеров, матросов и морских пехотинцев, погибших при затоплении четырех кораблей, неизвестно. Заявления варьируются от 1400 до более чем 2000, что делает это одной из величайших морских катастроф в британской истории. В течение нескольких дней после этого тела продолжали прибивать к берегам островов вместе с обломками военных кораблей и личными вещами. Многие погибшие моряки с затонувших кораблей были похоронены на острове Святой Агнессы. Тело адмирала Шовелла вместе с двумя его пасынками из Нарборо и его флаг-капитаном Эдмундом Лоудсом было выброшено на берег в бухте Портеллик на Сент-Мэри на следующий день, почти в 7 миль (11 км) от места крушения «Association». Позже на этом месте был установлен небольшой мемориал. Обстоятельства, при которых были найдены останки адмирала, породили множество историй (см. ниже). Шовелл был временно похоронен на пляже Сент-Мэри. По приказу королевы Анны его тело позже было эксгумировано, забальзамировано и доставлено в Лондон, где он был похоронен в Вестминстерском аббатстве. Его большой мраморный памятник в южном проходе хора был изваян Гринлингом Гиббонсом. В доме Нарборо в Ноултоне, недалеко от Дувра, есть церковный мемориал, изображающий потопление Association.

## В популярной культуре
Катастрофа показана в начале телевизионной драмы «Долгота» 2000 года, которая основана на одноименной книге Собела.